# Pavel Alovațki
Pavel Alovațki (n. 31 octombrie 2003, Chișinău, Republica Moldova) este un înotător moldovean, specializat în stilul liber.
Sportivul a participat la Campionatele Mondiale în bazin scurt din 2021, la Campionatele Mondiale din 2022 și la Campionatele Mondiale din 2023. La Campionatele Europene din 2024 a ocupat locul 14 la 400 m. În același an a reprezentat Republica Moldova la Jocurile Olimpice de la Paris, unde s-a clasat pe locul 31 în proba de 400 metri, stil liber.